# Guerre de Poméranie
 (novembre 2015).
Si vous disposez d'ouvrages ou d'articles de référence ou si vous connaissez des sites web de qualité traitant du thème abordé ici, merci de compléter l'article en donnant les références utiles à sa vérifiabilité et en les liant à la section « Notes et références ».
La guerre de Poméranie est un théâtre d'opérations de la guerre de Sept Ans (1756-1763). Le terme désigne l'ensemble des affrontements ayant opposé la Suède et la Prusse entre 1757 et 1762 dans les Poméranies suédoises et prussiennes, ainsi que dans le nord-est de la province de Brandebourg.

## Déroulement
Ce conflit est marqué par un mouvement permanent d'aller-retour des armées suédoises et prussiennes, aucun des deux belligérants ne s'étant révélé capable de vaincre son adversaire. L'affrontement a commencé en 1757, lorsque les forces suédoises se sont mises en marche vers le territoire prussien. Elles furent ensuite repoussées et enfermées dans Stralsund pendant tout l'hiver 1757. Par la suite, de nombreuses incursions suédoises dans le territoire prussien ont permis la destruction d'une petite flotte prussienne ainsi que l'occupation temporaire de localités brandebourgeoises telles que Neuruppin au cours de la campagne de 1759. Néanmoins, cette campagne s'est achevée sur un revers pour la Suède. À cause de difficultés logistiques, Stockholm s'est révélée incapable de prendre la forteresse de Stettin ni de combiner ses forces avec son allié russe. À la fin de la campagne de 1759, la Prusse est de nouveau libre de mener l'offensive.
Paradoxalement, la Prusse ne parvient pas en 1760 à prendre l'ascendant sur son ennemi suédois et la stagnation du front se poursuit : en janvier 1760, une contre-attaque prussienne est repoussée. Pendant le reste de l'année, les forces suédoises avancent de nouveau en territoire prussien et arrivent à la ville de Prenzlau, avant d'être de nouveau contraints de battre en retraite pour l'hiver.
La campagne de 1761 est marquée par l'épuisement des deux belligérants. Malgré une nouvelle tentative d'offensive de la part de la Suède, le manque d'équipement oblige très vite l'armée suédoise à battre de nouveau en retraite. La flotte suédoise contribue à renforcer le blocus russe pendant les sièges de Kolberg de 1760 et 1761 mais ce sont les Russes qui reçoivent la capitulation de Kolberg le 16 décembre 1761. Le dernier acte de la guerre a lieu durant l'hiver 1761 - 1762 près de Malchin et Neukalen, dans le Mecklembourg, juste en face de la frontière avec la Poméranie suédoise, avant que les deux belligérants n'acceptent de signer la trêve de Ribnitz le 7 avril 1762. Le 5 mai de la même année, l'alliance de la Prusse avec la Russie de Pierre III met un terme définitif aux espoirs suédois d'un secours futur de la Russie dans son combat contre la Prusse.
La guerre se termine formellement le 22 mai 1762 avec la paix de Hambourg entre la Prusse, le Mecklembourg et la Suède. Les espoirs du parti des Chapeaux en Suède de recouvrer les territoires cédés à la Prusse en 1720 sont restés lettre morte. Le coût de la guerre a rapidement conduit à la réduction de leur influence politique.

## Contexte

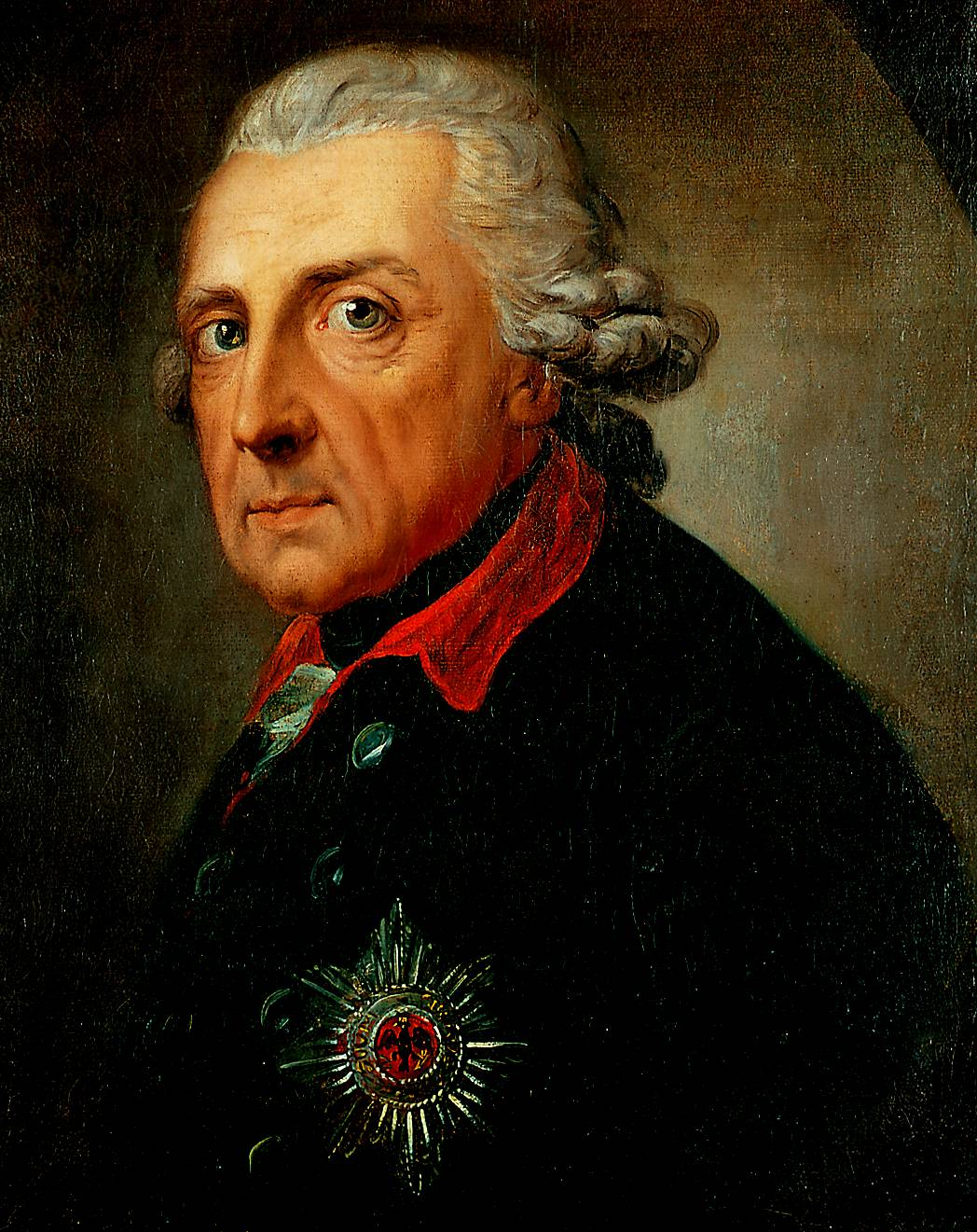
Frédéric II (le Grand), roi de Prusse, ici à 68 ans.

La raison principale de l'intervention de la Suède dans la guerre de Sept Ans est le pouvoir exercé par le parti des Chapeaux sur la politique suédoise. Cette faction pensait que Frédéric II de Prusse allait s'effondrer face à ses nombreux ennemis ; permettant ainsi à la Suède de récupérer sans trop de difficultés les possessions en Poméranie qu'elle a dû céder en 1720 à la fin de la Grande guerre du Nord. Effrayés par la tentative de restauration du pouvoir monarchique en 1756, les Chapeaux voulaient par ailleurs la chute de Frédéric II afin d'humilier et détruire la reine de Suède Louise-Ulrique de Prusse ; reine qui est également la sœur du roi de Prusse. Enfin, les Chapeaux furent encouragés à déclarer la guerre à la Prusse par la France, dont les désirs étaient étroitement liés à cette faction francophile.
L'invasion du duché de Saxe en 1756 par Frédéric II fut utilisée comme un prétexte pour la guerre. Cette agression fut en effet dénoncée conjointement par la Suède et la France au titre du respect du Traité de Westphalie de 1648 dont ces deux états étaient signataires. Le 21 mars 1757, les gouvernements de la France et de l'Autriche signèrent une convention dans laquelle la Suède et la France expliquaient que la coalition devait maintenir la liberté de l'Allemagne en défendant l'ordre politique allemand imposé à la suite de la guerre de Trente Ans (1610 - 1648) par les puissances européennes. À cette fin, la France a promis un soutien financier important à la Suède qui devait lui permettre de mener la guerre contre le roi de Prusse. Dès juin 1757, la décision fut prise par Stockholm d'envoyer 20 000 hommes en Allemagne afin de prouver le sérieux de l'alliance franco-suédoise. Le 13 septembre 1757, ce détachement envahit la Poméranie prussienne.
Afin d'éviter que cette attaque ne passe pour une guerre d'invasion (aucune guerre dans le Saint-Empire romain germanique ne pouvait être menée sans le consentement de ses états-membres), les Suédois ne firent aucune déclaration de guerre et présentèrent à la place l'incursion devant le parlement du Saint-Empire comme étant uniquement destinée à restaurer la paix en Allemagne. Ce n'est qu'après le début des hostilités que le soutien financier promis par la France et ses alliés fut débloqué pour Stockholm. Le 22 septembre 1757, plusieurs mois après le début effectif du conflit, le gouvernement suédois déclara officiellement la guerre à la Prusse en annonçant officiellement ses exigences. Toutefois, les Chapeaux avaient sévèrement surestimé la force de l'armée suédoise. Les soldats étaient mal entraînés, peu équipés et aucunement préparés à mener une guerre de grande envergure.

## Chronologie des opérations

### Campagnes de 1757 et de 1758
L'armée suédoise envoyée en Allemagne fut compétente uniquement pour prendre possession des territoires déjà conquis par les alliés lors de la campagne de 1756, mais firent néanmoins tous les préparatifs nécessaires pour partir à l'offensive, malgré le fait de ne pas avoir les moyens pour accomplir les ambitions de la Cour de Stockholm. Lorsque le 5 novembre 1757 la nouvelle de la victoire prussienne lors de la bataille de Rossbach parvint aux oreilles du haut-commandement suédois, le maréchal Mattias Alexander von Ungern-Sternberg (sv) refusa d'obéir aux instructions de son gouvernement et aux recommandations de l'officier français Marc-René de Montalembert. Au lieu de marcher sur Berlin, il décida de se replier en novembre 1757 dans la Poméranie suédoise. Ce repli permit aux Prussiens de confiner l'armée suédoise à Stralsund et sur l'île de Rügen pendant tout l'hiver.
Le 21 décembre 1757, le maréchal d'Ungern-Sternberg cède le commandement à Gustav Friedrich von Rosen (de). Ce dernier se révèle incapable de changer le statu quo et reste confiné avec son armée dans la capitale de la Poméranie suédoise. Le blocus est levé par l'arrivée de l'armée russe sur l'Oder le 18 juin 1758. C'est à ce moment que le commandant suédois, fatigué par le siège, céda à son tour le commandement au général Gustav David Hamilton. Augustin Ehrensvärd capture la colline de Peenemünde le 27 juillet 1758 et Hamilton envoya 16 000 hommes soutenir les Russes qui étaient en train d'assiéger Küstrin. Néanmoins, après la coûteuse victoire de Frédéric II sur les Russes à Zorndorf, le général suédois changea ses projets et décida de marcher sur la Saxe afin de joindre son armée avec celle des Autrichiens. L'armée suédoise ne parvint pas à dépasser Neuruppin dans le Brandebourg. Un détachement qu'Hamilton envoya depuis cette localité subit une lourde défaite le 26 septembre à Tarnow bien que le major Carl Constantin De Carnall (sv) se révéla capable d'atteindre Fehrbellin avec 800 hommes afin de défendre cette position face à une armée d'environ 5000 Prussiens.
Avec l'échec de l'offensive autrichienne en Saxe, Hamilton quitta Neuruppin le 10 octobre et se dirigea vers l'Oder dans l'espoir d'effectuer une jonction avec les Russes. Il essuya un nouvel échec et l'armée suédoise fut contrainte de se replier dans ses quartiers d'hiver en Poméranie. Le gouvernement blâma le général suédois de cet échec et fit pression pour qu'il démissionne, ce qu'Hamilton fit le 23 novembre 1758. Il fut remplacé le 19 décembre de cette même année par Jakob Albrekt von Lantingshausen (sv), un membre de l'état-major suédois durant les campagnes de 1757 et de 1758.

### Campagne de 1759
Tôt dans la campagne, une force prussienne importante força l'armée suédoise à se replier sous les murs de Stralsund, permettant à l'armée du roi de Prusse d'occuper les postes de garnison de Demmin, Anklam et Peenumünde après de rudes combats. L'avance russe en mai libéra la Poméranie suédoise, mais le manque de moyens financiers et techniques contraignit le commandement suédois à rester immobile jusqu'au mois d'août. L'objectif de la Suède pour cette campagne était d'assiéger Stettin. Dans la préparation de cette expédition, Lantingshausen autorisa Axel von Fersen à prendre 4 000 hommes pour capturer les îles d'Usedom et de Wollin. Cet objectif fut atteint après la bataille de Frisches Haff qui assura la suprématie navale suédoise dans le détroit de l'Oder en septembre 1760. Pendant ce temps, Lantingshausen utilisa le reste de l'armée afin d'avancer profondément dans la Poméranie prussienne où il demeura immobile pendant une longue période. Néanmoins, à cause d'un manque de coopération de la part de ses alliés, il se révéla incapable d'assiéger Stettin et dut battre en retraite à la fin de l'automne.

### Campagnes de 1760, 1761 et 1762
Les Prussiens envahirent la Poméranie suédoise le 20 janvier 1760, mais cette fois ils furent repoussés très rapidement. Dès le 28 janvier, les troupes suédoises repartirent à l'offensive en progressant jusqu'à Anklam tout en capturant le général prussien Heinrich von Manteuffel (de). Toutefois, malgré ces succès et l'incapacité de la Prusse de se concentrer sur ce théâtre d'opérations, Lantingshausen et ses 15 000 hommes étaient insuffisamment équipés et durent se contenter d'envahir la Prusse afin de trouver de nouveaux moyens de subsistance pour les mois suivants. Par la suite, le commandant suédois avança sur Prenzlow dans le Brandebourg avec son armée principale de 6 000 hommes, laissant Augustin Ehrensvärd avec un détachement à Pasewalk. En arrivant dans cette localité, il fut attaqué par l'ennemi et Ehrenswäard fut blessé. Il démissionna peu de temps après.
Les dernières années du conflit sont marquées par des difficultés de plus en plus criantes de part et d'autre à poursuivre le combat. Dans le camp suédois, le départ de nombreux officiers pour le riksdag a contraint le général de Lantingshausen à demeurer tout l'hiver 1760 dans la Poméranie suédoise. Jusqu'à sa démission en juin 1761, le front demeure figé faute de réelles initiatives du côté prussien. Il faut attendre la nomination d'Augustin Ehrensvärd au mois de juillet 1761 pour que la situation se débloque enfin. À cette date, le général suédois lève 7 000 hommes dans le but de tenter une nouvelle fois de faire bouger les lignes. Bien que supérieure en effectif, l'armée suédoise ne voit pas plus ses efforts être couronnés de succès en 1761 qu'en 1760. Faute d'équipements suffisants pour mener une campagne complète, les affrontements se sont limités à des escarmouches. En septembre, le général suédois envoie deux régiments sous les ordres du comte Frederick William von Hessenstein (de) afin de soutenir les Russes dans le long siège de Kolberg (initié en 1759). Cependant, Hessenstein a très vite dû battre en retraite, et dès octobre l'ensemble du corps expéditionnaire suédois a été obligé de rejoindre le corps principal de l'armée en Poméranie suédoise.

## Conséquences
En Suède, l'impopularité de cette guerre coûteuse et inutile déstabilisa le gouvernement. La confusion causée par le conflit creusa un lourd déficit dans les finances du pays qui conduisit à sa chute dès 1765. La mort de l'impératrice Elisabeth de Russie en janvier 1762 changea entièrement la donne politique en Europe. Une alliance russo-prussienne, formalisée le 5 mai, menaça de faire de la Russie un ennemi de la Suède. La commission secrète décida le 13 mars 1762 qu'une paix séparée avec Frédéric II devait être signée dans le courant de l'année. Via la médiation de la reine de Suède, les Suédois signèrent la paix de Hambourg avec la Prusse et le Mecklembourg le 22 mai. Reconnaissant la défaite de la Suède, ce traité voit les frontières des deux pays inchangées en Poméranie.

### Sources historiques
- Marc-René de Montalembert, Correspondance de Monsieur le Marquis de Montalembert, étant employé par le Roi de France à l’armée suédoise avec Mr. le Marquis d’Havrincour, Ambassadeur de France à la cour de Suède, Mr. le Maréchal de Richelieu, les Ministres du Roi à Versailles, MM. les Généraux Suédois, &c pendant les campagnes de 1757, 1758, 1759, 1760 & 1761, Londres, 1777

### Revues
- (en) Gunnar Ǻselius, « Sweden and the Pomeranian War », History of Warfare, no volume 80,‎ 2012, p. 135-164
- (en) Patrick Winton, « Sweden and the Seven Years War, 1757-1762 : War, Debt and Politics », War in History, no volume 19,‎ janvier 2012